# Гръмотевиците*
„Гръмотевиците*“ (на английски: Thunderbolts*) е американски супергеройски филм от 2025 г. по едноименния екип на „Марвел Комикс“. Продуциран е от „Марвел Студиос“, разпространен е от „Уолт Дисни Студиос Моушън Пикчърс“ и е 36-ият филм от „Киновселената на Марвел“. Режисьор е Джейк Шрайър, сценарият е на Ерик Пиърсън, Лий Сунг Джин и Джоана Кало, и участват Себастиан Стан, Хана Джон-Кеймън, Уайът Ръсел, Джулия Луис-Драйфус, Флорънс Пю, Дейвид Харбър, Олга Куриленко, Харисън Форд и Луис Пулман.

## Актьорски състав
- Себастиан Стан – Бъки Барнс[1][2]
- Хана Джон-Кеймън – Ейва Стар / Призракът[1]
- Уайът Ръсел – Джон Уолкър / Щатски агент[1]
- Джулия Луис-Драйфус – Валентина Алегра де Фонтейн[1][3]
- Флорънс Пю – Йелена Белова / Черната вдовица[4][1]
- Дейвид Харбър – Алексей Шостаков / Червения пазител[5]
- Олга Куриленко – Антония Дрейков / Таскмастър[1]
- Луис Пулман – Робърт „Боб“ Рейнолдс / Сентри / Празното[6][7][8]

## Снимачен процес
Снимките започват на 26 февруари 2024 г. и приключват в средата на юни.

## Премиера
Премиерата на филма излиза по кината в Съединените щати на 2 май 2025 г. в IMAX. Той е последният филм от Петата фаза на „Киновселената на Марвел“.

## В България
В България филмът излезе по кината на същата дата в разпространение от „Форум Филм България“.